# Moutier-Rozeille
Moutier-Rozeille ist eine französische Gemeinde im Département Creuse in der Region Nouvelle-Aquitaine. Sie gehört zum Arrondissement Aubusson und zum Kanton Felletin. 

## Geografie
Sie grenzt im Norden an Aubusson, im Osten an Saint-Pardoux-le-Neuf, Néoux und Sainte-Feyre-la-Montagne, im Süden an Saint-Frion (Berührungspunkt) sowie im Westen an Felletin und Saint-Quentin-la-Chabanne. Die vormalige Route nationale 682 führt über Moutier-Rozeille.
Der Ort liegt am Flüsschen Arfeuille, das im Gemeindegebiet von der Rozeille aufgenommen wird, die ihrerseits kurz danach in die Creuse mündet.

## Geschichte
Während der Französischen Revolution hieß die Ortschaft „La Raison“.

### Bevölkerungsentwicklung
| Jahr      | 1962 | 1968 | 1975 | 1982 | 1990 | 1999 | 2008 | 2018 |
| --------- | ---- | ---- | ---- | ---- | ---- | ---- | ---- | ---- |
| Einwohner | 587  | 507  | 493  | 475  | 446  | 435  | 436  | 422  |

## Sehenswürdigkeiten
- Tour Catinaud, ein zu Beginn des 20. Jahrhunderts im Auftrag des Hotelbesitzers Pierre Catinaud erbauter Turm
- Kirche Saint-Hilaire
- Burg von Moutier-Rozeille

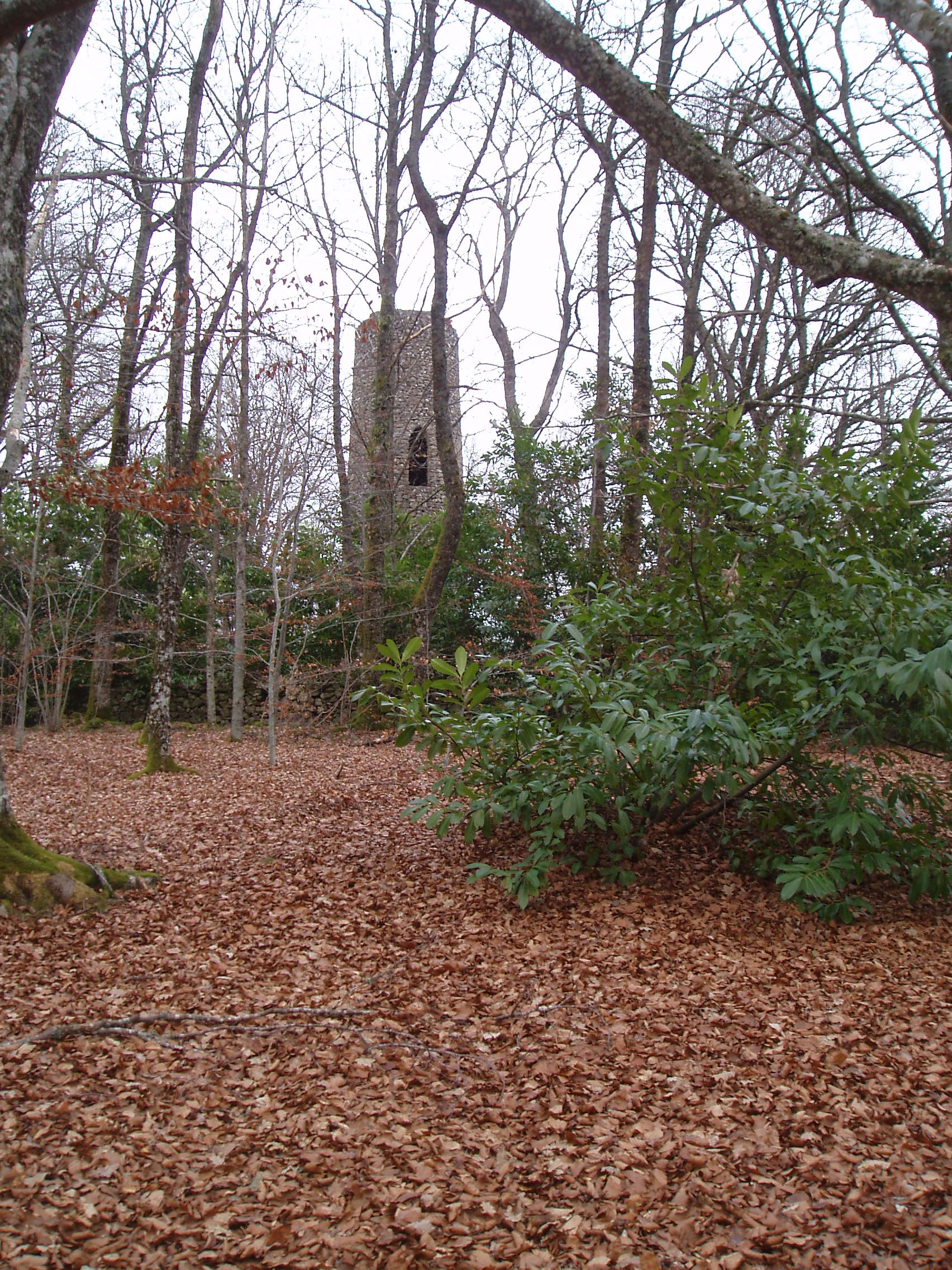
Tour Catinaud
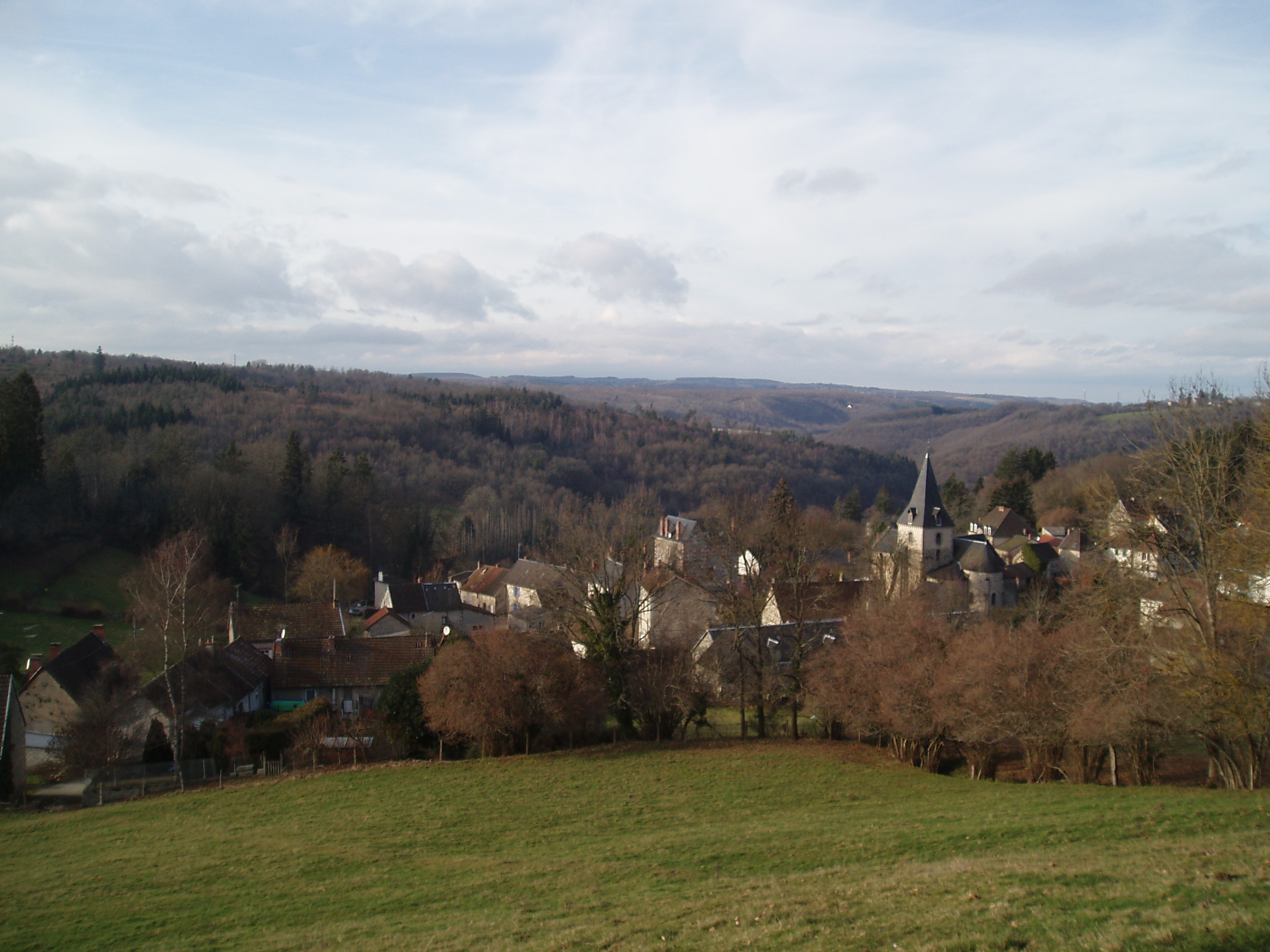
Burg von Moutier-Rozeille